# Председатели региональных маслихатов Казахстана
Список Председателей региональных маслихатов Казахстана. С 2022 года в Казахстане в маслихатах. До 2023 года были постоянные секретари с зарплатой, а председатели сессии каждый раз избирались из числа депутатов.

## Абайская область
- Куаныш, Серказыулы Сулейменов с 2023

## Акмолинская область
- Жусупов, Бейбит Айтымович с 2023

## Актюбинская область
- Суентаева, Гулькасима Рамазановна (с 03.2023)

## Алматинская область
- Байедилов, Талгат Ескендирович

## Атырауская область
- Хайруллиев, Муса Карашаулы

## Восточно-Казахстанская область
- Рыпаков, Денис Сергеевич

## Жамбылская область
- Саурыков, Ерболат Байузакович

## Жетысуская область
- Тойлыбаева, Гульнар Кожагуловна

## Западно-Казахстанская область
- Мукаев, Мурат Рахметович

## Карагандинская область
- Кобжанов, Нуркен Сайфитдинович

## Костанайская область
- Ещанов, Сайлаубек Ергазиевич

## Кызылординская область
- Байкадамов, Наурызбай Сейткалиевич

## Мангистауская область
- Матаев, Жаңбырбай Жанибекулы

## Павлодарская область
- Теренченко, Илья Сергеевич

## Северо-Казахстанская область
- Бубенко, Владимир Степанович

## Туркестанская область
- Абишов, Нуралы Алмаханович

## Астана
- Каналимов, Ерлан Ермекулы с 1 января 2023 года

## Алматы
- Отыншиев, Меиржан Батырбекулы с 30 марта 2023

## Шымкент
- Нарымбетов, Бахадыр Мадалиевич